# Phylloclusia yambarensis
Phylloclusia yambarensis är en tvåvingeart som beskrevs av Masahiro Sueyoshi 2009. Phylloclusia yambarensis ingår i släktet Phylloclusia och familjen träflugor. Inga underarter finns listade i Catalogue of Life.